# Leptoseris cailleti
Leptoseris cailleti là một loài san hô trong họ Agariciidae. Loài này được Duchassaing and Michelotti mô tả khoa học năm 1864.